# 松江市立意東小学校
松江市立意東小学校（まつえしりつ いとうしょうがっこう）は、島根県松江市東出雲町下意東にある公立小学校。

## 学校概要
- 校舎：鉄筋コンクリート3階建て2,627m2（1978年建築、2005年大規模改造、2006年増築）
- 講堂：2007年全面改築（改築中）

## 沿革
- 1954年4月 - 出雲郷村、揖屋町、意東村、3町村の合併により旧意東村立意東小学校を改称して創立。
- 1971年5月 - 白鳥の餌付けで文部科学大臣賞を受賞
- 1972年7月 - プール完成
- 1978年9月 - 新校舎完成
- 2005年 - 校舎大規模改造
- 2006年 - 増築校舎完成
- 2007年 - 講堂全面改築
- 2011年8月 - 市町合併により松江市に移管。

## 学校教育目標
- 心豊かにたくましく生き抜く実践力のある児童の育成をめざす～地域・家庭・学校がいっしょになって～

## 目指す子供像
- 豊かな表現ができる子
- 進んで取り組む子 - 主体性
- みんなと共に高まる子 - コミュニケーション能力

## 児童数
- 215人(2007年)